# Проклятие багрового алтаря
«Проклятие багрового алтаря» (англ. Curse of the Crimson Altar) — британский фильм ужасов 1968 года, режиссёра Вернона Сьюэлла, снятый для компании Tigon British Film Productions. Фильм был отредактирован и выпущен в США под названием «Багровый культ». В ролях Кристофер Ли, Борис Карлофф, Барбара Стил и Марк Иден. Продюсер Луи М. Хейворд. Сценаристы Мервин Хейсман и Генри Линкольн («Доктор Кто»), написали сюжет на основе рассказа «Сны в ведьмовском доме» Говарда Филлипса Лавкрафта. В фильме происходит одно из последних появлений суперзвезды ужасов Бориса Карлоффа. Фильм снят в Англии в феврале 1968 года, после чего, Карлофф заболел бронхитом во время выездных съемок в холодную дождливую ночь.

## Сюжет
Торговец антиквариатом Роберт Мэннинг (Иден) ищет своего брата, который поехал в стоящий на отшибе особняк Кракстед Лодж (Craxted Lodge), в Греймарше. Приехав в особняк ночью, Роберт обнаруживает, что идет вечеринка. Его приглашает Ева (Уэзерелл), племянница владельца дома. Ночью ему сняться тревожные сны о ритуальных жертвоприношениях. Роберт спрашивает о своем брате Питере у хозяина дома Морли (Ли), который уверяет, что этого человека нет в особняке. У Роберта появляются подозрения. Профессор Марш (Карлофф), эксперт по оккультизму, говорит о древнем колдовском культе, который возглавляет предок Морли и Лавини (Стил). Выясняется, что культ все ещё действует. Пытаясь убить Роберта и Еву, поскольку они потомки Лавинии, Морли поджигает особняк, но сам оказывается в ловушке на крыше. На самом деле он был главой культа, а ведьма Лавиния смеясь сгорает в огне.

## В ролях
- Кристофер Ли — Морли
- Борис Карлофф — профессор Джон Марш
- Марк Иден — Роберт Мэннинг
- Барбара Стил — Лавиния Морли
- Майкл Гоф — старший
- Вирджиния Уэзерелл — Ева Морли
- Розмари Рид — Эстер
- Дерек Тэнсли — судья
- Майкл Уоррен — шофер
- Рон Пембер - заправщик
- Денис Пик — Питер Мэннинг
- Руперт Дэвис — Священник

## Производство
Особняк Грим Дайк (Grim's Dyke), предположительно населенный привидениями, бывший дом Уильяма С. Гилберта, расположенный в Олд Реддинг, Харроу-Уилд, Миддлсекс, Лондон. В здании сейчас находится отель, оно используется как для наружных, так и для внутренних киносъемок.

## Премьера
Премьера фильма состоялась в Англии в декабре 1968 года, а затем его премьера состоялась 15 апреля 1970 года в Лос-Анджелесе на двойном счету с «Домом ужасов» с Фрэнки Авалоном в главной роли. Он вышел в прокат в США 11 ноября 1970 года вместе с графом Йоргой, вампиром.

## Критика
Роджер Гринспан из «New York Times» написал: «Сам Карлофф почти полностью искалеченный, спокойно играет с такой яркостью и красотой, что просто приятно слышать, как он говорит старческую чушь. Ничто другое в «Багровом культе» не сравнится с ним, хотя есть Барбара Стил, играющая Лавинию, гламурную 300-летнюю женщину и хороший актёрский состав, в который входят не менее семи девушек, а также несколько принесенных в жертву девственниц». В «Variety» писали, что в качестве одной из последних картин Карлоффа «было бы неплохо сказать, что это была лучшая его роль. Мы видим совершенный образ, с котором Карлофф ассоциировался на протяжении многих лет». Кевин Томас из «Los Angeles Times» назвал фильм «восхищающим для поклонников ужасов, поскольку Карлофф находится в отличной форме, несмотря на немощь его возраста». «The Monthly Film Bulletin» писали, что помимо дикой вечеринки и некоторого обнажения женской груди в постели, «это один из самых убогих и не пугающих ужасов за долгое время, а сценарий так тянется, что ковыляет мили, как нищий триллер Агаты Кристи»; хотя в фильме есть потенциально зловещие диалоги и красивый герой, который бесконечно исследует дом, а Карлофф и Кристофер Ли отпускают многозначительные насмешки».